# Corciano
Corciano település Olaszországban, Umbria régióban, Perugia megyében. Lakosainak száma 21 535 fő (2023. január 1.). Corciano Magione és Perugia községekkel határos.

## Népesség
A település lakossága az elmúlt években az alábbi módon változott:
| Lakosok száma | 18 340 | 21 427 | 21 535 |
|               | 2015   | 2018   | 2023   |